# Тиран-крихітка сірощокий
Тиран-крихітка сірощокий (Phyllomyias burmeisteri) — вид горобцеподібних птахів родини тиранових (Tyrannidae). Мешкає переважно в Південній Америці. Раніше вважався конспецифічним з білолобим тираном-крихіткою. Вид названий на честь німецького натураліста Германа Бурмайстера.

## Поширення і екологія
Сірощокі тирани-крихітки поширені в Східному хребті Болівійських Анд (на південь від Ла-Пасу) та в горах на північному заході Аргентини (на південь до Тукуману), а також на південному сході Бразилії (від південно-східної Баїї до півночі Ріу-Гранді-ду-Сул), на південному сході Парагваю та на північному сході Аргентини (Місьйонес, Коррієнтес). Вони живуть у вологих рівнинних тропічних і субтропічних лісах та на узліссях. Зустрічаються на висоті від 475 до 1850 м над рівнем моря. Живляться безхребетними і дрібними плодами, шукають їжу в середньому і верхньому ярусах лісу.